# Kostel svatého Vincence de Paul (Sarajevo)
Kostel svatého Vincence z Pauly (bosensky Crkva sv. Vinka Paulskog) se nachází v Sarajevu na Titově ulici (jedné z nejvýznamnějších tříd ve městě).
Kostel byl vybudován v novogotickém stylu, v roce 1883 (otevřen v listopadu téhož roku). V červnu 1882 koupil Josip Štadler pozemek, na kterém byl později zřízen jak kostel, tak i škola a klášter; ten daroval řádu sester sv. Vincence, které zde školu provozovaly až do roku 1897, kdy ji zachvátil požár. V časech obléhání Sarajeva v 90. letech 20. století byl kostel poničen při minometné palbě srbských sil.